# Pipe Gómez
Pipe Gómez (Cartagena de Indias,  Bolívar, Colombia; 11 de octubre de 1999) es un futbolista colombiano. Juega de extremo en el Once Caldas de la Categoría Primera A del fútbol colombiano.

## Trayectoria
Gómez es jugador juvenil de las academias colombianas Nuevo Milenio y Ciclones Cali, antes de unirse a Itagüí Leones en 2018. Hizo su debut profesional con Leones en el empate 0-0 con Once Caldas de la Categoría Primera A el 9 de octubre de 2018. Fue el máximo goleador de la temporada 2021 de Categoría Primera B, con 18 goles.
El 1 de febrero de 2022 se incorporó al club portugués Santa Clara en calidad de cedido en la Primeira Liga.
El 22 de agosto de 2022, Gómez pasó cedido a Nacional.
El 11 de julio de 2023, Gómez fichó por el Torreense de la Liga Portugal 2.
Llega al América de Cali en condición de préstamo por un año con opción de compra.

## Clubes
| Club            | País     | Año           |
| --------------- | -------- | ------------- |
| Itagüí Leones   | Colombia | 2018-presente |
| Santa Clara     | Portugal | 2022          |
| Nacional        | Portugal | 2022-2023     |
| Torreense       | Portugal | 2023-2024     |
| América de Cali | Colombia | 2024          |